# Vadakkanandal
Vadakkanandal è una suddivisione dell'India, classificata come town panchayat, di 19 857 abitanti, situata nel distretto di Viluppuram, nello stato federato del Tamil Nadu. In base al numero di abitanti la città rientra nella classe IV (da 10 000 a 19 999 persone).

## Geografia fisica
La città è situata a 11° 47' 16 N e 78° 50' 51 E.

## Società

### Evoluzione demografica
Al censimento del 2001 la popolazione di Vadakkanandal assommava a 19 857 persone, delle quali 10 102 maschi e 9 755 femmine. I bambini di età inferiore o uguale ai sei anni assommavano a 2 320, dei quali 1 226 maschi e 1 094 femmine. Infine, coloro che erano in grado di saper almeno leggere e scrivere erano 12 069, dei quali 7 258 maschi e 4 811 femmine.